# Чанг и Энг Банкеры
Чанг и Энг Банкеры (11 мая 1811 — 17 января 1874) — сиамские близнецы, родившиеся в 1811 году в Сиаме в семье китайца и малайки.
Они родились сросшимися в области грудной клетки, и медицинские технологии XIX века не могли разделить их (при современном уровне развития медицины разделить их смогли бы легко). В 1829 году они приняли предложение от британского бизнесмена Роберта Хантера выступать в его цирке и гастролировали по всему миру. После окончания контракта с Хантером в 1839 году они переехали в Соединённые Штаты Америки, в Северную Каролину, подписав контракт с цирком Финеаса Барнума. В США они купили ферму и рабов и приняли фамилию «Банкер». Были лично знакомы с Марком Твеном. 13 апреля 1843 года они женились на сёстрах Аделаиде Эйтс и Саре Энн Эйтс: у Чанга было 10 детей, у Энга — 11. Во время Гражданской войны в США Кристофер, сын Чанга, и Стивен, сын Энга, сражались в рядах Конфедерации. В 1874 году Чанг заболел пневмонией и умер в возрасте 62 лет; Энг умер через несколько часов, хотя до этого был здоров. Их заспиртованные печени до сих пор хранятся в Музее медицинской истории в Филадельфии. Именно благодаря им люди, родившиеся с данным пороком развития, получили название «сиамские близнецы».